# Dysacontia flavonigra
Dysacontia flavonigra is een vlinder uit de familie van de uilen (Noctuidae). De wetenschappelijke naam van deze soort is voor het eerst voorgesteld als Rivula flavonigra door Charles Swinhoe in een publicatie uit 1884.
De soort komt voor in: 
- het Palearctisch gebied waaronder Algerije en Iran,
- het Afrotropisch gebied waaronder Westelijke Sahara, Mauritanië, Senegal, Nigeria, Kenia, Tanzania, Oman en Jemen,
- het Oriëntaals gebied waaronder Pakistan.